# Was mir behagt, ist nur die muntre Jagd

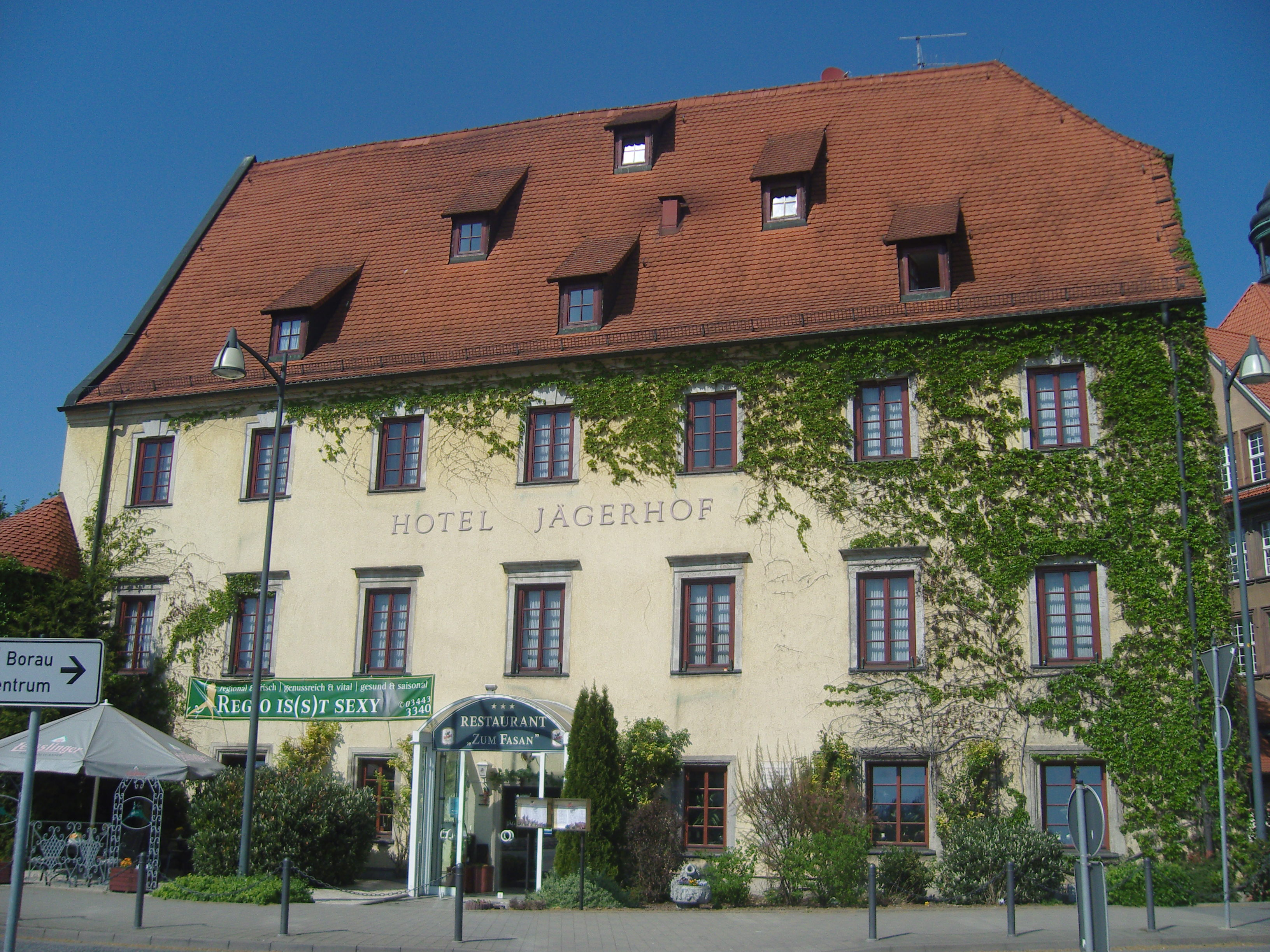
Jägerhof, Ort der Uraufführung

Was mir behagt, ist nur die muntre Jagd (BWV 208), auch als „Jagdkantate“ bekannt, ist eine 1713 entstandene Kantate von Johann Sebastian Bach.

## Entstehung
Die Kantate wurde 1713 aus Anlass des 31. Geburtstags von Christian von Sachsen-Weißenfels als festliche Tafelmusik komponiert, die am Abend nach einer ausgedehnten Jagdveranstaltung des Fürsten von Schloss Neuenburg im Jägerhof in Weißenfels erklang.

## Thematik
Das Libretto stammt von Salomon Franck. Der Dichter bezieht sich beim Text auf die klassische Mythologie: Diana, die Göttin der Jagd (Sopran), Endymion (Tenor) sowie Pan (Bass) und Pales (Sopran) preisen den Fürsten Christian.

## Besetzung
- 2 Soprane, Tenor, Bass in oben genannter Personenzuordnung
- Orchester mit Jagdhorn I/II, Oboe I/II, Tenoroboe (Taille), Fagott, Blockflöte I/II, Violine I/II, Viola, Basso continuo

Inwieweit der Chor mehrfach zu besetzen ist, geht nicht aus der autographen Partitur hervor. Das originale Stimmenmaterial ist nicht mehr vorhanden.

## Besonderheiten
Es handelt sich um die älteste bekannte weltliche Kantate Bachs. Darüber hinaus stellt sie das erste bekannte Werk Bachs für ein größeres Orchester dar und ist der erste Beleg für die Zusammenarbeit des Komponisten mit dem Dichter Salomon Franck. Sie besteht aus einer Abfolge von 15 eher kurzen Rezitativen, Arien und Chören, die relativ frei gestaltet sind, d. h. vielfach nicht dem zur damaligen Zeit üblichen Formschema entsprechen. Der Jagdcharakter der Musik wird durch den Einsatz zweier Hörner unterstrichen. Die in pastoralem Charakter von zwei Blockflöten begleitete Arie der Pales Schafe können sicher weiden ist dabei der weit über die Kantate selbst hinaus bekannteste Satz.